# Aladdin en de Dievenkoning
Aladdin en de Dievenkoning (Engels: Aladdin and the King of Thieves) is een Amerikaanse direct-naar-video-animatiefilm geproduceerd door Disney uit 1996. De film is een vervolg op de film De Wraak van Jafar en werd gemaakt ter afsluiting van de animatieserie Aladdin.

## Verhaal
Eindelijk is de dag aangebroken dat Aladdin en Jasmine gaan trouwen. De bruiloft wordt echter verstoord door de beruchte 40 dieven, onder leiding van de dievenkoning. Ze hebben het voorzien op de vele bruidsschatten, en dan met name een staf. Aladdin en co kunnen de dieven verdrijven en de spullen redden, maar de ceremonie is verstoord.
De staf die de dievenkoning wilde stelen blijkt een orakel te bevatten, dat op iedere vraag antwoord weet. Het Orakel kan echter slechts een vraag per persoon beantwoorden. Daar hij meer wil weten over zijn familie, vraagt Aladdin het Orakel naar zijn lang verloren vader. Het Orakel vertelt hem de 40 dieven te volgen, daar volgens haar Aladdins vader gevangen zit in hun wereld. Denkend dat hij hun gevangene is, volgt Aladdin de dieven naar hun schuilplaats. Tot zijn schok blijkt zijn vader geen gevangene van de dieven te zijn, maar hun leider: Cassim. Aladdin wordt betrapt, en ondanks dat hij familie is moet Cassim de wetten van de 40 dieven naleven: alle indringers worden gedood, of op de proef gesteld. De proef houdt in dat hij een van de 40 dieven moet bevechten in een duel tot de dood. Zijn tegenstander is Saluk, de enige van de 40 dieven die Cassim niet accepteert als leider.
Aladdin wint het gevecht door Saluk van een klif in zee te stoten. Hij wordt als winnaar opgenomen bij de 40 dieven. Cassim geeft zijn zoon een rondleiding, en vertelt hem eindelijk meer over zijn verleden. Hij was op het spoor gekomen van de ultieme schat: de hand van Midas, een gouden hand die alles wat hij aanraakt ook in goud verandert. Hij durfde niet zonder de hand terug te keren naar zijn familie, en daarom liet hij nooit meer wat van zich horen. Met het Orakel hoopte hij eindelijk de huidige locatie van de hand te vinden.
Aladdin overtuigt Cassim zijn leven als dievenkoning op te geven en met hem terug te gaan naar het paleis. Ondertussen gaat Saluk, die nog in leven is, naar Agrabah en zoekt contact met Razoul, de leider van de paleiswachters. Hij verraadt aan Razoul de verblijfplaats van de 40 dieven in de hoop dat Aladdin en Cassim gearresteerd zullen worden. De twee blijken al te zijn vertrokken wanneer de wachters bij de schuilplaats aankomen. De overige dieven worden wel gearresteerd, op 7 na.
Terug in het paleis wordt Cassim voorgesteld aan de Sultan en Jasmine. De verleiding om de hand van Midas te vinden is echter te groot voor Cassim, zeker nadat Iago hem aanspoort nog even door te zoeken. Cassim en Iago stelen het orakel uit de schatkamer, maar worden betrapt door de wachters en tot levenslange gevangenisstraffen veroordeeld. Aladdin beseft nu wat het Orakel bedoelde: Cassim zat bij de 40 dieven gevangen door zijn hebzucht. Hij besluit vermomd als de dievenkoning zijn vader te gaan bevrijden uit de kerker. Cassim en Iago verlaten de stad, maar Aladdin besluit achter te blijven om verantwoording af te leggen aan Jasmine en de Sultan.
Cassim en Iago keren terug naar de schuilplaats, enkel om te ontdekken dat Saluk de leiding over de laatste zeven dieven heeft genomen. De dieven nemen Cassim en Iago gevangen, en zetten koers naar de plek waar de Hand van Midas is. Iago kan ontsnappen en waarschuwt Aladdin, Geest en Jasmine. De Hand van Midas blijkt in een paleis te liggen dat gebouwd is op de rug van een kolossale zeeschildpad. Derhalve ligt hij nooit op een en dezelfde plaats. Terwijl Geest en Jasmine afrekenen met de 7 dieven, sporen Cassim en Aladdin de hand van Midas op. Ze vinden hem uiteindelijk, maar worden door Saluk geconfronteerd. Na een gevecht met Saluk gooit Cassim de hand van Midas naar hem. Saluk vangt de hand, maar pakt hem daarbij per ongeluk bij het gouden gedeelte vast. Derhalve verandert hij in een gouden standbeeld.
Aladdin en Cassim ontsnappen uit de kamer met de hand. Cassim beseft eindelijk hoeveel ellende zijn zoektocht naar de hand heeft veroorzaakt, en gooit het ding weg. In plaats van in zee belandt de hand in de boot van de 7 dieven. De boot verandert meteen in goud en zinkt.
Terug in het paleis trouwen Aladdin en Jasmine dan toch. Cassim besluit verder te reizen, en Iago gaat met hem mee.

## Rolverdeling

### Engelstalig
| Acteur            | Personage                    |
| ----------------- | ---------------------------- |
| Robin Williams    | Geest                        |
| Scott Weinger     | Aladdin                      |
| Linda Larkin      | Jasmine                      |
| John Rhys-Davies  | The King of Thieves / Cassim |
| Gilbert Gottfried | Iago                         |
| Jerry Orbach      | Sa'luk                       |
| Val Bettin        | Sultan of Agrabah            |
| Frank Welker      | Abu the Monkey               |
| CCH Pounder       | The Magic Oracle             |
| Corey Burton      | Hakim                        |
| Jim Cummings      | Razoul                       |

### Nederlandstalig
| Acteur             | Personage                      |
| ------------------ | ------------------------------ |
| Fred Delfgaauw     | Geest                          |
| Bart Bosch         | Aladdin                        |
| Laura Vlasblom     | Prinses Jasmine                |
| Hans Hoekman       | De Dievenkoning / Cassim       |
| Bram Biesterveld   | Iago                           |
| Jan Anne Drenth    | Sa'luk                         |
| Nolle Versyp       | Sultan                         |
| Thera van Homeijer | Oracle                         |
| Just Meijer        | Handlanger van de Dievenkoning |
| Stan Limburg       | Handlanger van de Dievenkoning |
| Ruud Drupsteen     | Handlanger van de Dievenkoning |
| Jon van Eerd       | Handlanger van de Dievenkoning |

## Achtergrond

### Productie
Het scenario voor de film onderging een paar wijzigingen tijdens de productie. Aanvankelijk wilden de producers Mozenrath, een regelmatig terugkerende schurk uit de televisieserie, gebruiken in de film. Hij zou Aladdins broer blijken te zijn. Later kwam men terug op deze beslissing, vooral omdat men de film los wilde laten staan van de televisieserie en omdat Mozenraths stemacteur niet bereikt kon worden. Derhalve werd besloten een ander familielid van Aladdin te introduceren: zijn vader.
Het verhaal van de film is gebaseerd op het sprookje Ali Baba en de veertig rovers uit de verhalen van 1001 nacht.

### Foutjes
In de film zijn een paar kleine foutjes gemaakt.
- Tijdens het lied There's a Party Here in Agrabah betovert de geest 3 meisjes in een jurk, maar een paar seconden later hebben ze een andere kleur aan.
- De huidskleur van Saluk verschilt per scène. Zo heeft hij in een scène beetje een groene kleur en een tel later een roze.
- Als Aladdin de hand van Midas pakt, kan men zien dat hij het gouden deel aanraakt maar niet in goud verandert.
- De kleur van het pak van de Sultan verschilt ook steeds.
- Tijdens het lied Are You In Or Out heeft Saluk de ene keer wel en de andere keer niet zijn messen in zijn hand.

### Reacties
De film bracht in de Verenigde Staten 186 miljoen dollar op, waarmee het de op drie na succesvolste direct-naar-video-film ooit was.
Twee stripversies van de film werden verkocht in september 1996:
- De eerste was in Marvel Comics Disney Comic Hits #12.
- De tweede in Disney Adventures Volume 6 #12.

## Prijzen en nominaties
In 1997 werd de film genomineerd voor 3 prijzen, waarvan hij er 2 won:
- Twee Annie Awards:
  - Best Home Video Production - gewonnen
  - Best Individual Achievement: Music in a Feature/Home Video Production
- De WAC Winner voor Best Direct to Home Video Production - gewonnen